# Harold John Timperley
Harold John Timperley (* 1898 in Bunbury; † 26. November 1954 in London) war ein australischer Journalist.

## Leben und Tätigkeit
Timperley war ein Sohn des Frederick John Timperley und seiner Ehefrau Josephine Margaret. Nach dem frühen Tod seines Vaters wuchs er zunächst in Brunswick auf. Den Schulbesuch absolvierte er an der Perth Boy's Central School. 1913 erhielt er ein Stipendium zur weiteren Ausbildung am Stott & Co. Business College in Perth. Er begann bereits in frühen Jahren als Hilfsreporter in Perth für die Daily News zu arbeiten.
Ende 1916 trat Timperley in die australische Armee ein. Im Januar 1918 wurde er zur Teilnahme am Ersten Weltkrieg nach Frankreich verlegt. Er nahm anschließend knapp ein Jahr lang an den Kämpfen an der Westfront teil.
Nach seiner Rückkehr nach Australien trat Timperley 1919 in die Redaktion der West Austrailian Newspaper ein. 1921 ging er nach Hongkong, wo er als Journalist für die Zeitung China Mail zu arbeiten begann. 1924 wechselte er zu der Nachrichtenagentur Reuters, außerdem übernahm er 1928 eine Korrespondentenstellung für den Manchester Guardian.
Während der knapp zwanzig Jahre, während denen Timperley aus China berichtete, berichtete er u. a. über die japanische Besetzung großer Teile des Landes und über das Massaker von Nanjing vom November 1937. Seine Berichte über das Massaker zählten zu den ersten aus unmittelbarem Miterleben des Geschehens entstandenen Quellen über das Ereignis und bildeten eine der wesentlichen Grundlagen für die ersten größeren Publikationen über dieses, die 1937 und 1938 in Europa und Amerika erschienen. Besonders japanische Historiker haben später in Frage gestellt, ob Timperley wirklich ein Augenzeuge des Massakers war. Als Gründe für ihre Zweifel haben sie u. a. geltend gemacht, dass er später nicht in dem Tribunal, das wegen der Vorgänge abgehalten wurde, als Zeuge auftrat.
Im April 1938 schiffte Timperley sich von Schanghai nach London ein. Dort veröffentlichte er noch im selben Jahr das Buch What War Means. In den Vereinigten Staaten erschien es unter dem Titel The Japanese Terror in China. In den 2010er Jahren wurden Dokumente aufgefunden, die nahelegen, dass Timperley das Buch auf Veranlassung der Guomindang, der nationalistischen Partei Chinas, verfasste, um die öffentliche Meinung in Großbritannien zugunsten einer Unterstützung Chinas gegen die damalige japanische Expansion in China zu beeinflussen.
1939 gab Timperley seine journalistische Tätigkeit auf. Er trat stattdessen als Mitarbeiter in das Chinesische Informationsministerium ein. Für dieses verfasste er bis 1945 Beiträge, vorwiegend über das chinesisch-japanische Verhältnis betreffende Fragen.
Wahrscheinlich aufgrund seines gegen Japan gerichteten publizistischen Tätigkeit stuften die Sicherheitsorgane des nationalsozialistischen Deutschlands ihn als Staatsfeind ein: Im Mai 1940 wurde er auf die Sonderfahndungsliste G.B., ein Verzeichnis von Personen, die im Falle einer erfolgreichen Invasion Großbritanniens durch die deutsche Wehrmacht von den Invasionstruppen folgenden Sonderkommandos der SS mit besonderer Priorität ausfindig gemacht und verhaftet werden sollten.
1943 begann Timperley für das gemeinsame Informationsbüro (englisch Information Office) der Vereinigten Staaten und des Vereinigten Königreichs in New York City zu arbeiten. Seit 1946 stand er im Dienst der Nothilfe- und Wiederaufbauverwaltung der Vereinten Nationen, für deren Büro in Schanghai er tätig war. Als der Sicherheitsrat der Vereinten Nationen 1947 das Good Offices Committee für Indonesien schuf, um dazu beizutragen, eine gedeihliche Atmosphäre für die Verhandlungen zwischen Indonesien und den Niederlanden über die Abwicklung der Entlassung des Landes in die Unabhängigkeit zu schaffen wurde Timperley zum stellvertretenden leitenden Sekretär (englisch Deputy Principal Secretary) dieses Ausschusses ernannt. 1948 rückte er zum geschäftsführenden Leitenden Sekretär auf. Nach dem Ende dieser Tätigkeit im Oktober 1948 begann Timperley für die UNESCO in Paris zu arbeiten.
1950 siedelte Timperley nach Indonesien über, wo er als technischer Ratgeber für das Indonesische Außenministerium in Jakarta tätig war. Aufgrund einer Erkrankung kehrte er bereits 1951 nach London zurück. Dort begann er sich in der Quäker-Bewegung zu engagieren. Für diese organisierte er die im Mai 1954 stattfindende Konferenz zum War on Want ‚Krieg gegen Armut‘.

## Ehe und Familie
Im August 1937 heiratete Timperley in Nanjing die Amerikanerin Elizabeth Chambers.

## Schriften
- What War Means: The Japanese Terror in China, Victor Gollancz Ltd, London 1938.
- The Japanese Terror in China, Modern Age Books, New York 1938.
- Japan: A World Problem, The John Day Company, New York 1942.
- Australia and the Australians, Oxford University Press, New York 1942.
- Some Contrast Between China and Japan in The Light of History, The China Society, London s. a.
- The War on Want, Gledhill & Ballinger Ltd., London 1953.